# Sam Jaeger
Samuel Heath „Sam“ Jaeger (* 29. ledna 1977 Perrysburg, Ohio, USA) je americký herec a filmař.

## Životopis
Jaeger se narodil v Perrysburgu v Ohiu. Je synem LeAnne (rozené Graening) a Charlese Jaegera. Je nejmladší ze čtyř dětí. V roce 1995 absolvoval střední školu v Perrysburgu a v roce 1999 získal titul bakaláře výtvarných umění na Otterbein College. Po ukončení studia pracoval Jaeger v castingové agentuře v New Yorku.

## Kariéra
Svojí hereckou kariéru zahájil již při studiu vysoké školy, kdy získal malou roli v seriálu Zákon a pořádek (1990). Působil také na několika divadelních scénách v New Yorku. Poté se přestěhoval Los Angeles. Jeho kariéra nabrala tempa po získání rolí v celovečerních filmech jako Traffic – nadvládá gangů (2000) a Za nepřátelskou linií (2001). V roce 2002 si zahrál po boku Bruce Willise a Colina Farrella ve filmu Hartova válka. V roce 2009 Jaeger získal roli Joela Grahama v televizním seriálu stanice NBC Famílie, který měl premiéru v roce 2010. Kromě toho napsal, zrežíroval a sám si zahrál po boku své ženy ve filmu Take Me Home (2011).
V roce 2017 se objevil v několika dílech seriálu Law & Order True Crime. V roce 2018 získal roli Marka Tuella v seriálu Příběh služebnice. V roce 2019 získal jednu z hlavních rolí v seriálu Why Women Kill.

## Osobní život
Dne 25. srpna 2007 se oženil s herečkou Amber Marie Mellottovou, se kterou se seznámil vysoké škole. Má čtyři děti, Augusta (2010), Redforda (2014), Calvina (2016) a nevlastní dceru Aubrey.

## Filmografie

### Film
| Rok  | Název                   | Role                     | Poznámky                                                             |
| ---- | ----------------------- | ------------------------ | -------------------------------------------------------------------- |
| 2001 | Za nepřátelskou linií   | operátor letadla         |                                                                      |
| 2002 | Hartova válka           | kapitán R.G. Sisk        |                                                                      |
| 2002 | Krvavá stopa            | Deputy                   |                                                                      |
| 2003 | Advantage Hart          | Colt Skyler              | krátkometrážní film, také scenárista a producent                     |
| 2004 | Sexuální život          | Jerryho nejlepší kamarád |                                                                      |
| 2006 | Nabít a zabít           | Nick Fisher              |                                                                      |
| 2006 | S.C.R.E.W.D.            | filmař                   | krátkometrážní film                                                  |
| 2006 | Život jde dál           | Dennis                   |                                                                      |
| 2007 | Breaking Down Carla     | Max                      | krátkometrážní film                                                  |
| 2008 | Zázraky se nedějí       | Lance                    | nekreditovaná role                                                   |
| 2009 | Within                  | Nathan Weiss             |                                                                      |
| 2009 | Untold                  |                          | také scenárista, kameraman, producent a režisér                      |
| 2011 | Take Me Home            | Thom                     | také scenárista, producent a režisér                                 |
| 2013 | The Truth About Emanuel | Thomas                   |                                                                      |
| 2013 | Plain Clothes           |                          | krátkometrážní film, také scenárista a režisér                       |
| 2013 | Miss Dial               | Kyle                     |                                                                      |
| 2014 | Skrytá vada             | agent Flatweed           |                                                                      |
| 2014 | Americký sniper         | Martin                   |                                                                      |
| 2015 | To Dust Return          | John Reynolds            | krátkometrážní film                                                  |
| 2016 | Hrdinové z New Jersey   | Paul Davison             | Ocenění filmového festivalu v Phoenixu v kategorii nejlepší obsazení |
| 2017 | S.W.A.T.: Under Siege   | Travis Hall              |                                                                      |
| 2019 | Shazam!                 | kamarád                  | nekreditovaná role                                                   |

### Televize
| Rok       | Název                   | Role                         | Poznámky                                                           |
| --------- | ----------------------- | ---------------------------- | ------------------------------------------------------------------ |
| 1999      | Double Platinum         | číšník                       | TV film                                                            |
| 1999      | Zákon a pořádek         | Bill Conway                  | díl: „Admissions“                                                  |
| 2000      | Západní křídlo          | Bill Kelley                  | díl: „In This White House“                                         |
| 2001      | That's Life             | Andy Paulsen                 | díl: „Something Battered, Something Blue“                          |
| 2001      | Pohotovost              |                              | díl: „Quo Vadis?“                                                  |
| 2001      | Signs of Life           | Jerry                        | díl: „Pilot“                                                       |
| 2002      | Girls Club              | Kevin O'Neil                 | 9 dílů                                                             |
| 2003      | Scrubs: Doktůrci        | Steve Larkin                 | díl: „Moje filozofie“                                              |
| 2003      | Kriminálka Las Vegas    | Kevin                        | díl: „Zlatý důl“                                                   |
| 2004      | Policie New York        | Kamal 'Tim Garrity' Muhammad | díl: „Passing the Stone“                                           |
| 2004      | Vrah od Green River     | Dave Reichert                | TV film                                                            |
| 2006      | První prezidentka       | Vincův partner               | díl: „Ties That Bind“                                              |
| 2007      | Bejbybum                | Tom                          | díl: „Heather's Visit“                                             |
| 2008–2009 | Eli Stone               | Matt Dowd                    | 26 dílů                                                            |
| 2009      | V těle boubelky         | Barry Schuester              | díl: „Lost and Found“                                              |
| 2009      | Světla páteční noci     | Doug                         | díl: „In the Skin of a Lion“                                       |
| 2010–2015 | Famílie                 | Joel Graham                  | hlavní role, 99 dílů, také režisér (díl: „Everything Is Not Okay“) |
| 2013–2015 | The PET Squad Files     | Trynt Champagne              | 4 díly                                                             |
| 2015      | To Dust Return          | John Reynolds                | krátkometrážní film                                                |
| 2015      | October Kiss            | Ryan Larson                  | TV film                                                            |
| 2015      | Lumen                   | Michael Hartman              | TV film                                                            |
| 2016      | Poor Richard's Almanack | Darwin                       | TV film                                                            |
| 2017      | When We Rise            | Richard, Ken                 | minisérie, 3 íly                                                   |
| 2017      | Law & Order: True Crime | detektiv Les Zoeller         | 8 dílů                                                             |
| 2018–2019 | Příběh služebnice       | Mark Tuello                  | 5 dílů                                                             |
| 2018–2019 | Nepohádky               | Tim Powell                   | 10 dílů                                                            |
| 2018      | Reverie                 | Dr. Chris Condera            | 3 díly                                                             |
| 2019      | Politik                 | Rob Stanton                  | díl: „Vienna“                                                      |
| 2019–2019 | Why Women Kill          | Robert Stanton               | hlavní role                                                        |

### Videohry
| Rok  | Název     | Role               | Poznámky |
| ---- | --------- | ------------------ | -------- |
| 2000 | Code Blue | Greg Tikara (hlas) |          |